# Hydnodon
Hydnodon es un género de hongos perteneciente a la familia Hydnodontaceae. Se trata de un género monotípico que contiene únicamente la especie Hydnodon thelephorus.